# The Strain – A kór
A The Strain – A kór (eredeti cím: The Strain) 2014-ben bemutatott amerikai televíziós sorozat. A műsor alkotói Guillermo del Toro és Chuck Hogan, akik az általuk írt, A kór című regényt és annak folytatásait vették alapul, a zenét pedig Ramin Djawadi szerezte. A történet egy látszólagos vírus kitöréséről szól, amiről kiderül, hogy valójában egy ősi vámpír terve az emberek feletti uralkodásra. A főszereplők közt megtalálható Corey Stoll, David Bradley, Mía Maestro, Kevin Durand és Jonathan Hyde.
A sorozatot az Amerikai Egyesült Államokban az FX adta le 2014. július 13. és 2017. szeptember 17. között, Magyarországon a hazai Fox tűzte műsorra 2014. október 21-én és adta a csatorna megszűnéséig.

## Cselekmény
A sorozat elején New Yorkban egy repülő landol, amin az összes rajta tartozkodó életét vesztette, gyaníthatóan egy vírus miatt. Itt kezd nyomozni Dr. Ephraim Goodweather, a Kanári Projekt vezetője, aki kideríti, hogy egy féregszerű lények terjesztik a fertőzést, ami az embereket vámpírokká változtatja. Ephraim és társa, Nora Martinezt hamarosan összehozza a sors Vasiliy Fettel, a patkányirtóval és Abraham Setrakien professzorral, aki évek óta vadászik a Mester névre hallgató vámpírvezérre.

## Szereplők
| Szereplő                      | Színész                                       | Magyar hang       |
| ----------------------------- | --------------------------------------------- | ----------------- |
| Dr. Ephraim "Eph" Goodweather | Corey Stoll                                   | Schnell Ádám      |
| Abraham Setrakian             | David Bradley                                 | Szélyes Imre      |
| Dr. Nora Martinez             | Mía Maestro                                   |                   |
| Vasiliy Fet                   | Kevin Durand                                  | Schneider Zoltán  |
| Eldritch Palmer               | Jonathan Hyde                                 |                   |
| Thomas Eichhorst              | Richard Sammel                                |                   |
| Jim Kent                      | Sean Astin                                    | Seszták Szabolcs  |
| Gabriel Bolivar               | Jack Kesy                                     |                   |
| Kelly Goodweather             | Natalie Brown                                 |                   |
| Augustin "Gus" Elizalde       | Miguel Gomez                                  | Dolmány Attila    |
| Zach Goodweather              | Ben Hyland (1. évad), Max Charles (2-4. évad) |                   |
| A Mester                      | Robin Atkin Downes                            |                   |
| Dutch Velders                 | Ruta Gedmintas                                |                   |
| Mr. Quinlan                   | Rupert Penry-Jones                            |                   |
| Justine Feraldo               | Samantha Mathis                               | Farkasinszky Edit |
| Angel Guzman Hurtado          | Joaquín Cosío                                 |                   |

## Epizódok
| Évad | Évad | Részek száma | Részek száma | Eredeti sugárzás    | Eredeti sugárzás     | Eredeti adó | Magyar sugárzás   | Magyar sugárzás    | Magyar adó |
| Évad | Évad | Részek száma | Részek száma | Évadbemutató        | Évadzáró             | Eredeti adó | Évadbemutató      | Évadzáró           | Magyar adó |
| ---- | ---- | ------------ | ------------ | ------------------- | -------------------- | ----------- | ----------------- | ------------------ | ---------- |
|      | 1.   | 13           | 13           | 2014. július 13.    | 2014. október 5.     | FX          | 2014. október 21. | 2015. január 6.    | Fox        |
|      | 2.   | 13           | 13           | 2015. július 12.    | 2015. október 4.     | FX          | 2015. október 7.  | 2015. december 30. | Fox        |
|      | 3.   | 10           | 10           | 2016. augusztus 28. | 2016. október 30.    | FX          | 2016. október 12. | 2016. december 14. | Fox        |
|      | 4.   | 10           | 10           | 2017. július 16.    | 2017. szeptember 17. | FX          | n. a.             | n. a.              | n. a.      |

## Díjak és jelölések
| Év   | Díj                                         | Kategória                                                     | Jelölt | Eredmény | Forrás |
| ---- | ------------------------------------------- | ------------------------------------------------------------- | --- | -------- | ------ |
| 2014 | Critics' Choice Television Award            | Legérdekesebb új sorozat                                      | The Strain – A kór | Elnyerte | [ 2 ]  |
| 2014 | Satellite Award                             | Legjobb műfaj-sorozat                                         | The Strain – A kór | Jelölve  | [ 3 ]  |
| 2015 | Szaturnusz-díj                              | Legjobb kábeltévés sorozat                                    | The Strain – A kór | Jelölve  | [ 4 ]  |
| 2015 | Szaturnusz-díj                              | Legjobb televíziós férfi mellékszereplő                       | David Bradley | Jelölve  | [ 4 ]  |
| 2015 | Szaturnusz-díj                              | Legjobb televíziós férfi mellékszereplő                       | Richard Sammel | Jelölve  | [ 4 ]  |
| 2015 | Fangoria Chainsaw Awards                    | Legjobb televíziós férfi mellékszereplő                       | David Bradley | Jelölve  | [ 5 ]  |
| 2015 | Fangoria Chainsaw Awards                    | Legjobb televíziós smink vagy lényeffekt                      | Steve Newburn, Sean Sansom | Jelölve  | [ 5 ]  |
| 2015 | Golden Reel Awards                          | Legjobb hangvágás – Short Form Dialogue and ADR in Television | Nelson Ferreira, Jill Purdy ("A láda" című részért) | Jelölve  | [ 6 ]  |
| 2016 | Canadian Society of Cinematographers Awards | Legjobb televíziós operatőri munka                            | Colin Hoult (A "Bármi áron" című részért) | Jelölve  | [ 7 ]  |
| 2016 | Szaturnusz-díj                              | Legjobb televíziós horrorsorozat                              | The Strain – A kór | Jelölve  | [ 8 ]  |
| 2016 | Szaturnusz-díj                              | Legjobb fiatal színész (televíziós sorozat)                   | Max Charles | Jelölve  | [ 8 ]  |
| 2016 | Directors Guild of Canada Awards            | Legjobb hangvágás televíziós sorozatban                       | John Loranger, Dan Sexton, Adam Stein, Nathan Robitaille, Jill Purdy, Richard Calistan, Joe Mancuso, Craig MacLellan (A "Vonattal az éjszakába" című részért) | Jelölve  | [ 9 ]  |
| 2016 | Fangoria Chainsaw Awards                    | Legjobb televíziós smink vagy lényeffekt                      | Steve Newburn, Sean Sansom | Jelölve  | [ 10 ] |
| 2016 | Golden Maple Awards                         | Legjobb amerikai televíziós színésznő                         | Natalie Brown | Elnyerte | [ 11 ] |
| 2016 | Visual Effects Society Awards               | Kiemelkedő fotórealisztikus vizuális effektus                 | Dennis Berardi, Luke Groves, Matt Glover, Trey Harrell, Warren Appleby (A "Személyazonosság" című részért)                                                    | Jelölve  | [ 12 ] |
| 2017 | Szaturnusz-díj                              | Legjobb fiatal színész (televíziós sorozat)                   | Max Charles | Jelölve  | [ 13 ] |
| 2018 | Szaturnusz-díj                              | Legjobb televíziós horrorsorozat                              | The Strain – A kór | Jelölve  | [ 14 ] |
| 2018 | Szaturnusz-díj                              | Legjobb fiatal színész (televíziós sorozat)                   | Max Charles | Jelölve  | [ 14 ] |